# Епархия Бейрута (халдеокатолическая)
Епархия Бейрута (лат. Eparchia Berytensis Chaldaeorum) — епархия Халдейской католической церкви с центром в городе Бейрут, Ливан. Епархия Бейрута подчиняется Патриархату Вавилона Халдейского и распространяет свою юрисдикцию на всю территорию Ливана. Кафедральным собором бейрутской епархии является церковь Архангела Рафаила в городе Бейрут.

## История
Халдейская католическая община образовалась на территории современного Ливана в XIX веке. Эту общину окормляли священники латинского обряда и Сирийской католической церкви. Первым священником халдейского обряда стал Луи Ахрас, который прибыл в Ливан в 1875 году. Богослужения для католиков халдейского обряда проводились в церкви святого Георгия в Бейруте, которая принадлежала Сирийской католической церкви. В 1895 году халдейский патриарх Вавилона Халдейского Абдишо V Хайят основал в Ливане Патриарший викариат. После Первой мировой войны в результате гонений на христиан в Турции численность верующих халдейского обряда в Ливане значительно увеличилась. 
3 июля 1957 года Римский папа Пий XII издал буллу «Etsi taeterrima», которой учредил отдельную епархию Бейрута для католиков халдейского обряда.

## Ординарии епархии
- епископ Габриэль Наамо (28.06.1957 — 12.02.1964);
- епископ Габриэль Ганни (12.02.1964 — 2.03.1966), назначен архиепископом-коадъютором Басры;
- епископ Рафаэль Бидавид (2.03.1966 — 21 мая 1989), назначен Патриархом Вавилона;
- епископ Мишель Кассарджи (12.01.2001 — по настоящее время).

## Источник
- Annuario Pontificio, Libreria Editrice Vaticana, Città del Vaticano, 2003, ISBN 88-209-7422-3
- Булла Etsi taeterrima, AAS 50 (1958), стр. 27  (лат.)
- J. Tfinkdji L’Eglise chaldéenne autrefois et aujourd’hui, A. Battandier, Annuaire Pontifical Catholique, XVII, 1914, стр 482—483  (лат.)
- v. Beyrouth в Dictionnaire d'Histoire et de Géographie ecclésiastiques, т. VIII, Parigi 1935, coll. 1325-1326 и 1337  (фр.)